# Bloc d'Estudiants Independentistes
El Bloque de Estudiantes Independentistas (BEI) fue un sindicato de estudiantes español fundado el 1988 en la Universidad Autónoma de Barcelona.
Con incorporación de la Coordinadora Universitaria Independentista al BEI el 1990, este se extendió en la Universidad Politécnica de Cataluña y en la Universidad de Barcelona. El 1992 formó núcleos en la Universidad Pompeu Fabra y en la Universidad de las Islas Baleares. Aquel mismo año ganó las elecciones claustrales de la UAB y de la UB, convirtiéndose en la fuerza mayoritaria entre los estudiantes catalanes. Su líder en aquel periodo fue Josep Castells, actual dirigente del partido Més per Menorca. Entre 1993 y 1994 creó núcleos en las Universidad de Lérida, Gerona y la Rovira i Virgili.
El BEI fue la asociación mayoritaria de estudiantes en las elecciones universitarias hasta mediados de los años 90, y realizaba, aparte de las tareas de representación de estudiantes en los órganos de gobierno, activismo nacionalista catalán, con charlas y conferencias, y actividades culturales y de concienciación como la Semana Verde, en la que anualmente se hacían actividades en las cuales se promovía la sostenibilidad. 
El 1 de mayo de 1999 se fundó en Valls la Coordinadora d'Estudiants dels Països Catalans (CEPC), como confluencia del BEI, de Cataluña y Baleares; la Assemblea d'Estudiants Nacionalistes, de la Comunidad Valenciana; la Associació Catalana d'Estudiants, del departamento francés de los Pirineos Orientales; y el Col·lectiu Universitari Andreu Nin de la URV. Posteriormente, en 2006, la CEPC se fusionaría con la organizacióm estudiantil Alternativa Estel para crear el Sindicato de Estudiantes de los Países Catalanes (SEPC).
El escritor y periodista Jordi Vàzquez, el abogado y político de Catalunya en Comú Jaume Asens, la política de la CUP Natàlia Sànchez Dipp, el político de Esquerra Republicana del País Valencià Agustí Cerdà y la presidenta de las Islas Baleares y política del PSIB-PSOE Francina Armengol
 formaron parte del BEI.
El año 2017, la Editorial Gregal publicó la historia, La generación de la independencia. Del Bloque de Estudiantes Independentistas a la Asociación Catalana de Profesionales, escrita por el historiador Francesc Marco-Palau.